# سفارة أذربيجان في إيران
سفارة أذربيجان في إيران هي أرفع تمثيل دبلوماسي لدولة أذربيجان لدى إيران. تقع السفارة في طهران وهي تهدف لتعزيز المصالح الأذربيجانية في إيران.

## وصلات خارجية
- الموقع الرسمي
- قائمة سفارات أذربيجان
- قائمة السفارات في إيران